# Lashinda Demus
Lashinda Monique Demus (Inglewood, 10 marzo 1983) è un'ostacolista e velocista statunitense, campionessa mondiale dei 400 metri ostacoli a Taegu 2011.

## Record nazionali

### Seniores
- 400 metri ostacoli: 52"47 ( Taegu, 1º settembre 2011)

## Palmarès
| Anno | Manifestazione    | Sede     | Evento   | Risultato  | Prestazione | Note                                                       |
| ---- | ----------------- | -------- | -------- | ---------- | ----------- | ---------------------------------------------------------- |
| 2002 | Mondiali juniores | Kingston | 400 m hs | Oro        | 54"70       | Miglior prestazione mondiale under 20                      |
| 2002 | Mondiali juniores | Kingston | 4×400 m  | Oro        | 3'29"95     | Miglior prestazione nazionale under 20                     |
| 2004 | Giochi olimpici   | Atene    | 400 m hs | Semifinale | 54"32       |                                                            |
| 2005 | Mondiali          | Helsinki | 400 m hs | Argento    | 53"27       | Miglior prestazione personale                              |
| 2009 | Mondiali          | Berlino  | 400 m hs | Argento    | 52"96       |                                                            |
| 2009 | Mondiali          | Berlino  | 4×400 m  | Oro        | 3'17"83     | Miglior prestazione mondiale stagionale                    |
| 2011 | Mondiali          | Taegu    | 400 m hs | Oro        | 52"47       | Miglior prestazione mondiale stagionale · Record nazionale |
| 2012 | Giochi olimpici   | Londra   | 400 m hs | Oro        | 52"77       | Miglior prestazione personale stagionale                   |
| 2013 | Mondiali          | Mosca    | 400 m hs | Bronzo     | 54"27       |                                                            |

## Campionati nazionali
- 5 volte campionessa nazionale dei 400 metri ostacoli (2005, 2006, 2009, 2011, 2012)

## Altre competizioni internazionali
2005
- Oro alla World Athletics Final ( Monaco), 400 m hs - 53"37

2006
- Oro alla World Athletics Final ( Stoccarda), 400 m hs - 53"42
- Argento in Coppa del mondo ( Atene), 400 m hs - 54"06
- Argento in Coppa del mondo ( Atene), 4×400 m - 3'20"69